# The Professors: The 101 Most Dangerous Academics in America
The Professors: The 101 Most Dangerous Academics in America (Les Professeurs : les 101 universitaires les plus dangereux des États-Unis) est un ouvrage de l'essayiste conservateur américain David Horowitz, publié en 2006.

## Thèse
D'après David Horowitz, aux États-Unis, on trouve dans beaucoup d'universités un parti-pris antiaméricain et gauchiste. Les universitaires décrits dans The Professors sont d'après lui ceux qui se sont rendus coupables des pires attaques, mais ne représenteraient que la partie émergée de l'iceberg. D'après le quatrième de couverture de l'ouvrage,
« Nous savons tous que les gauchistes radicaux des années 1960 ont traîné dans l'université et y ont recruté des gens qui pensent comme eux. Si vous pensez qu'ils sont inoffensifs, qu'ils ne sont que des "hippies" qui retardent, vous vous trompez. Les universitaires radicaux d'aujourd'hui ne sont pas l'exception : ils sont la masse. Loin d'être inoffensifs, ils tiennent un discours violemment hostile aux États-Unis, prêchent l'antisémitisme, se réjouissent du massacre de soldats et de civils américains - tout en encaissant impôts et frais de scolarité pour endoctriner nos enfants. »
Horowitz cite abondamment les professeurs concernés, et affirme que deux controverses ayant impliqué Lawrence Summers et l'université Harvard ont montré que les autorités universitaires n'osent pas agir à l'encontre des « extrémistes ».

## Réactions
Beaucoup ont vu dans ce livre une sorte de liste noire à la Joseph McCarthy. Il est dénoncé par Free Exchange on Campus, qui regroupe plusieurs associations : the American Association of University Professors, the American Civil Liberties Union, the American Federation of Teachers, Campus Progress, the Center for American Progress, the Center for Campus Free Speech, the National Association of State PIRGs, the National Education Association, People for the American Way Foundation, et the United States Student Association.
Plusieurs personnalités visées ont répondu aux critiques de Horowitz, surtout sur le caractère arbitraire de sa liste, et sur l'absurdité de ses accusations (plusieurs d'entre eux étant juifs, et Horowitz reprochant à certains des faits qu'il approuve chez des personnalités de son clan politique). D'autres considèrent que Horowitz déforme leurs propos. Enfin, le mot « dangereux » semble exagéré et destiné à vendre un livre restreint à des querelles d'universitaires.
En 2016, l'organisation conservatrice Turning Point crée le site Professor Watchlist, créant une liste d'enseignants à surveiller pour leur "propagande gauchiste" et leurs opinions "anti-américaines". Ce site est considéré comme faisant les mêmes rapprochements et les mêmes approximations que David Horowitz.